# Peta Sergeant
Peta Sergeant (Isla de Penang, Malasia) es una actriz australiana nacida en Malasia, más conocida por haber interpretado a Heather en Satisfaction. 

## Biografía
Es hija de padre irlandés-australiano.
En 2000 se graduó de la prestigiosa escuela australiana National Institute of Dramatic Art (NIDA).
En 2008 se casó con el actor australiano Rohan Nichol.

## Carrera
En 2007 se unió al elenco principal de la serie Satisfaction donde interpretó a la trabajadora sexual Heather hasta 2009 después de que su personaje decidiera dejar el burdel.
En 2012 apareció en varios episodios de la serie Winners & Losers donde interpretó a la doctora Cat Johnson, amiga de Sophie Wong (Melanie Vallejo) quien muere después de sufrir una enfermedad. Ese mismo año apareció en la película Iron Sky donde interpretó a Vivian Wagner, la asistente de la presidenta de los Estados Unidos, Stephanie Paul.
Ese mismo año apareció en la película Crawlspace donde interpretó a la soldado Diane "Wiki".
En octubre de 2014 se unió al elenco recurrente de la serie Once Upon a Time in Wonderland donde prestó su voz para el personaje de Jabberwocky.
Ese mismo año apareció en varios episodios de la serie norteamericana The Originals donde dio vida a Francesca Correa, la matriarca de un imperio de drogas y dueña del casino Royale. La serie es un spin-off de la serie The Vampire Diaries.

## Filmografía

### Directora, productora y escritora
| Año  | Título                                        | Notas                                     |
| ---- | --------------------------------------------- | ----------------------------------------- |
| 2011 | Courtesan Remixed, After La Dame Aux Camelias | dramaturga                                |
| 2010 | Litost                                        | corto - productora, directora & escritora |

### Cine
| Año  | Título                 | Personaje             | Notas |
| ---- | ---------------------- | --------------------- | --- |
| 2013 | Patrick                | Enfermera Williams    | junto a Charles Dance, Rachel Griffiths, Sharni Vinson, Damon Gameau, Jackson Gallagher & Eliza Taylor    |
| 2013 | The Selection          | Comandante Gaia Woods | junto a Aimee Teegarden, Leonor Varela, William Moseley, Martin Donovan, Ethan Peck & Sean Patrick Thomas |
| 2012 | Crawlspace             | Wiki                  | junto a Amber Clayton, Nicholas Bell, Samuel Johnson, Ditch Davey & Fletcher Humphrys                     |
| 2012 | Alphamum01             | Alphamum01            | junto a Samuel Johnson & Georgia Bolton                                                                   |
| 2012 | Iron Sky               | Vivian Wagner         | junto a Julia Dietze, Udo Kier, Kym Jackson & Götz Otto                                                   |
| 2010 | Kanowna                | Osarno                | junto a Dustin Clare, Ben Khaw & Clarke Richards                                                          |
| 2010 | Litost                 | Anita                 | corto - junto a Clarke Richards, Alena Russell & Belinda Sculley                                          |
| 2009 | Early Checkout         | El Cuerpo             | corto - junto a Dustin Clare, Clarke Richards, Ian Meadows & Jacki Weaver                                 |
| 2006 | The Bet                | Lila                  | junto a Matthew Newton, Aden Young, Roy Billing, Sibylla Budd, Alyssa McClelland & Rick Cosnett           |
| 2003 | George of the Jungle 2 | Mujer                 | junto a Christopher Showerman & Julie Benz                                                                |

### Televisión
| Año         | Serie                          | Personaje        | Notas                           |
| ----------- | ------------------------------ | ---------------- | ------------------------------- |
| 2001        | Head Start                     | Nicole           | episodio "Business or Pleasure" |
| 2001 - 2002 | BeastMaster                    | Yamira           | 2 episodios                     |
| 2005        | Jeopardy                       | Doctora Sharpe   | 3 episodios                     |
| 2005        | Last Man Standing              | Janessa          | 4 episodios                     |
| 2005 - 2006 | Headland                       | Rachael          | 10 episodios                    |
| 2006        | Two Twisted                    | Isabelle Dempsey | episodio "Soft Boiled Luck"     |
| 2006 - 2007 | All Saints                     | Bianca Frost     | 6 episodios                     |
| 2007 - 2009 | Satisfaction                   | Heather          | 20 episodios                    |
| 2008        | Canal Road                     | Holly Chong      | 13 episodios                    |
| 2012        | Winners & Losers               | Cat Johnson      | 8 episodios                     |
| 2014        | Once Upon a Time in Wonderland | Jabberwocky      | 5 episodios                     |
| 2014        | The Originals                  | Francesca Correa | 6 episodios                     |
| 2015        | House of Hancock               | Rose Lacson      | 2 episodios - miniserie         |
| 2021        | Supergirl                      | Nyxly            | Elenco principal (temporada 6)  |

## Teatro
| Año  | Obra                        | Personaje | Director (a)     | Teatro              | Notas                                                                      |
| ---- | --------------------------- | --------- | ---------------- | ------------------- | -------------------------------------------------------------------------- |
| 2011 | Tenderness                  | -         | Nadja Kostich    | Footscray CAC       | junto a Stephanie Capiron, Matthew Hickey & Rebecca Mezei                  |
| 2010 | All About My Mother         | Nina Cruz | Simon Phillips   | Melbourne Theatre   | junto a Paul Capsis, Blake Davis, Wendy Hughes, David James & Alison Whyte |
| 2009 | Savage River                | Jude      | Peter Evans      | Griffin Theatre     | junto a Ian Bliss, Travis Cardona & Daniel Zika                            |
| 2008 | Fake Porno                  | -         | Bojana Novakovic | Lupa Art            | junto a Jim Daly, Daniel Frederiksen, Tomek Koman & Hallie Shellam         |
| 2002 | Accelerando                 | -         | Morgan Smallbone | -                   | junto a Rohan Nichol, Wendy Strehlow & Buster Skeggs                       |
| 2006 | Thrall                      | -         | Leland Kean      | Old Fitzroy Theatre | junto a Tamara Cook, Alan Flower & John McNeill                            |
| 2000 | There Is No Need to Wake Up | -         | Barrie Kosky     | Playhouse Theatre   | junto a Socratis Otto, Freya Stafford, Genevieve O'Reilly & Henry Nixon    |

## Premios y nominaciones
| Año  | Categoría                 | Premio      | Serie            | Resultado |
| ---- | ------------------------- | ----------- | ---------------- | --------- |
| 2016 | Best Lead Actress – Drama | AACTA Award | House of Hancock | Nominada  |